# Leucorrhinia patricia
Leucorrhinia patricia là loài chuồn chuồn trong họ Libellulidae. Loài này được Walker mô tả khoa học đầu tiên năm 1940.